# バールート/マルク

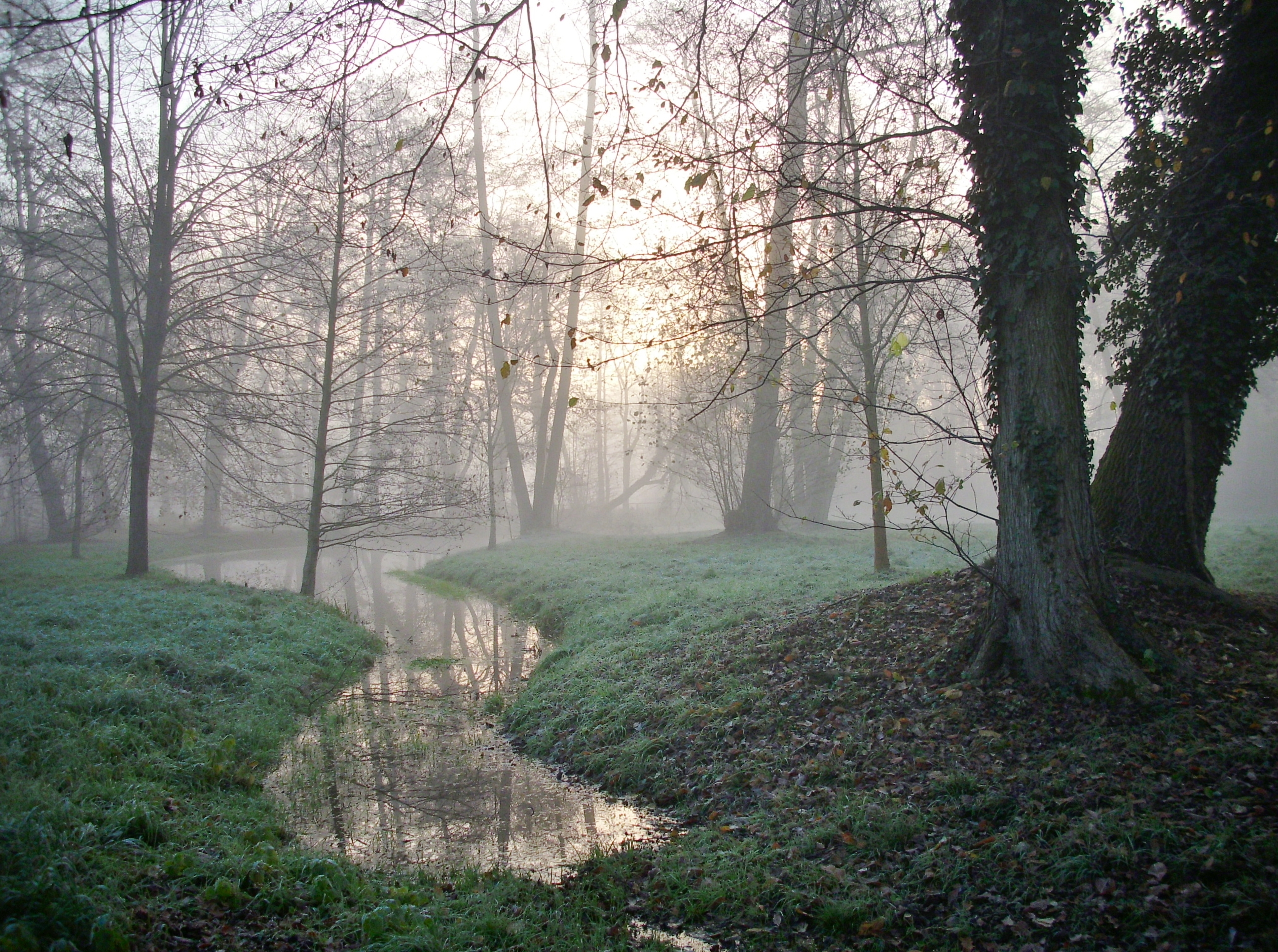
宮殿公園 (Schlosspark) の朝

バールート/マルク (Baruth/Mark) は、ドイツ、ブランデンブルク州テルトウ＝フレーミング郡の都市である。

## 地理

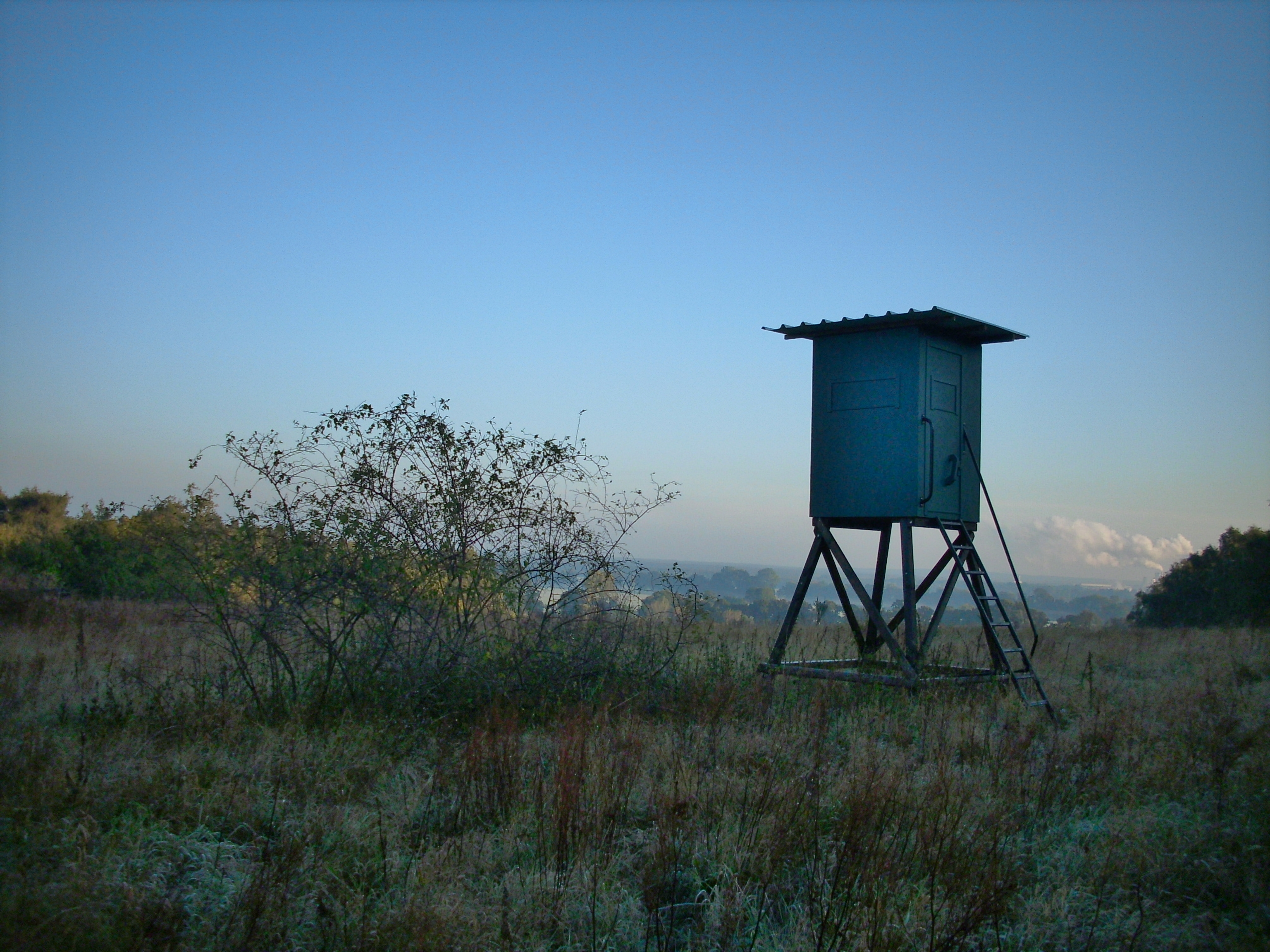
フラウエンベルクの朝

バールート/マルクは、ニーデラー・フレーミングとバールート原流谷にかかっている。この原流谷はシュプレーヴァルトに直接に接し、ベルリンの南部境界線から約40 km離れた連邦道路96号線と連邦道路115号線の交差点付近にある。

## 近隣自治体
バールート/マルクは以下の自治体と隣接している（北から時計回り）。アム・メレンゼー、ツォッセン、トイピッツ、ハルベ、リーツノイエンドルフ＝シュターコウ、ゴルセン、シュタインライヒ、ダーメ/マルク、ニーデラー・フレーミング、ヌーテ＝ウーアシュトロームスタールである。

## 都市構成
都市には以下の地区がある。
- バールート/マルク（クライン・ツィーシュト（ドイツ語版）を含む）
- ドルンスヴァルデ（ドイツ語版）
- グロース・ツィーシュト（ドイツ語版）（ケムリッツ（ドイツ語版）を含む）
- ホルストヴァルデ（ドイツ語版）
- クラースドルフ（ドイツ語版）（グラースヒュッテ（ドイツ語版）を含む）
- リーセン（ドイツ語版）
- メルツドルフ（ドイツ語版）
- ミュッケンドルフ（ドイツ語版）
- パプリッツ（ドイツ語版）
- ペトクス（ドイツ語版）（シャルロッテンフェルデ（ドイツ語版）、ロヒョウ (Lochow)を含む）
- ラーデラント（ドイツ語版）
- シェーベンドルフ（ドイツ語版）

## 歴史

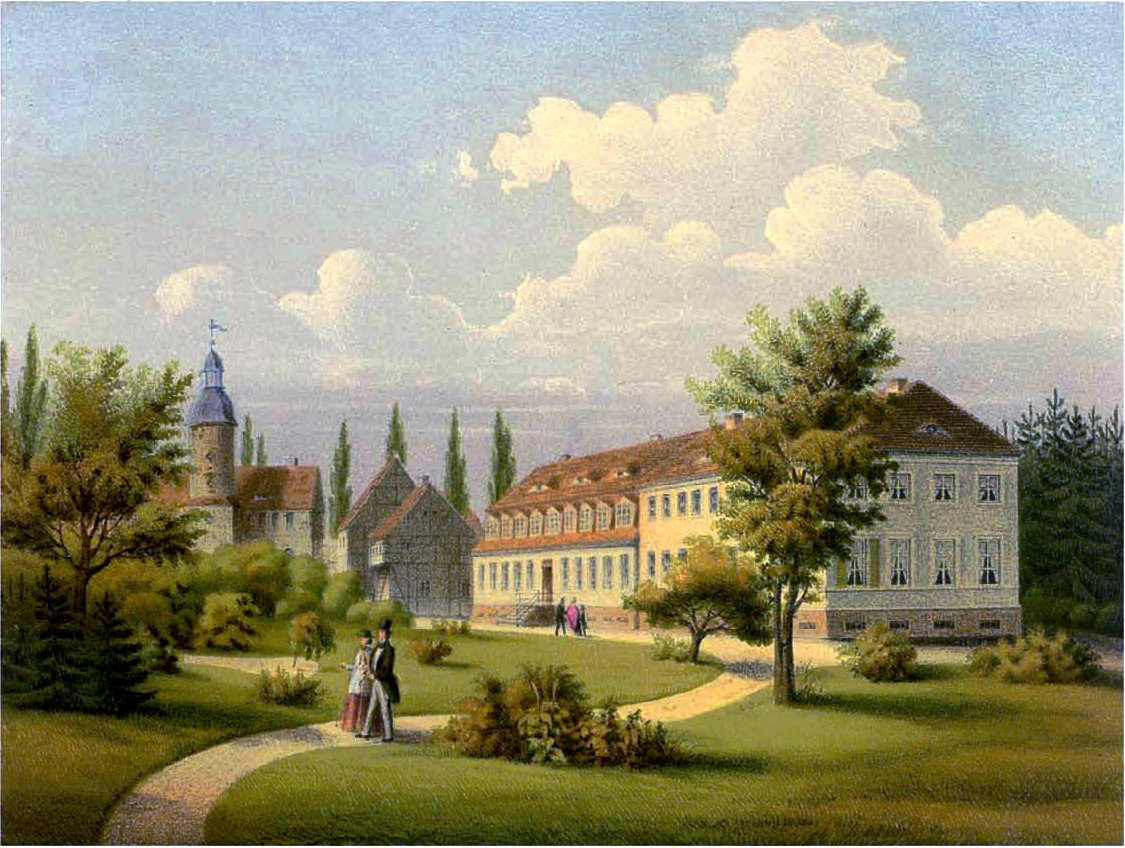
1860年頃のバールート宮殿、のコレクション

バールート/マルクは1234年にはじめて記録に登場し、当初はザクセン公のエルネスティン家の領地であった。その後は、ザクセン選帝侯モーリッツのもと、アルベルティン家の手に渡った。1537年ゾルムス家がゾンネヴァルデ所領（ニーダーラウジッツ）とポーホ（ビッターフェルト近郊）を購入した。相続財産の分割が起こると、ゾルムス伯は1596年にバールート等族領主領をトレビーンの地方長官 (Amtshauptmann) ハンス・フォン・ブーフ (Hans von Buch) から購入した。ブーフは同地をシュリーベン家から譲り受けていた。1596年バールートは、帝国伯オットー・ツー・ゾルムス＝ゾンネヴァルデ (Otto zu Solms-Sonnewalde) の手に渡り、1615年には別個のゾルムス＝バールート伯領となった。1616年以来、バールート/マルクはマクデブルク都市権を保有している。1815年のウィーン会議の決定によってプロイセン王国領となる。その後1815年から1946年まで、プロイセンのブランデンブルク州ルッケンヴァルデ郡に属した。
1716年にはガラス職人の集落としてグラースヒュッテ（「ガラス工場」）が設立され、現在も当時の姿をとどめている。1983年以降、グラースヒュッテ地区全体が文化財保護のもとに置かれ、伝統が生き続けている。バールート近郊のグラースヒュッテは、ドーブリルク修道院（ドーバールーク）の1234年の記録文書にその名が記されている。

### 編入合併
クライン・ツィーシュト地区は1974年4月1日に編入された。1997年12月31日には4自治体が、2001年12月31日はさらに5自治体が編入された。
| 旧自治体               | 日付             | 注記                         |
| ---------------------- | ---------------- | ---------------------------- |
| シャルロッテンフェルデ | 1971年1月2日0    | ペトクスへ編入               |
| ドルンスヴァルデ       | 2001年12月31日0  |                              |
| グラースヒュッテ       | 1950年7月1日0    | クラースドルフへ編入         |
| グロース・ツィーシュト | 1997年12月31日0  |                              |
| ホルストヴァルデ       | 1997年12月31日0  |                              |
| ケムリッツ             | 1957年1月1日0    | グロース・ツィーシュトへ編入 |
| クラースドルフ         | 2001年12月31日0  |                              |
| クライン・ツィーシュト | 1974年4月1日0    |                              |
| リーセン               | 1999年12月31日0  | ペトクスへ編入               |
| メルツドルフ           | 1999年12月31日0  | ペトクスへ編入               |
| ミュッケンドルフ       | 1997年12月31日0  |                              |
| パプリッツ             | 2001年12月31日0  |                              |
| ペトクス               | 2001年12月31日0  |                              |
| ラーデラント           | 1997年12月31日0  | [ 6 ]                        |
| シェーベンドルフ       | 2001年12月31日 0 |                              |

### 人口動態
| 年   | 人口  |
| ---- | ----- |
| 1875 | 6 513 |
| 1890 | 6 508 |
| 1910 | 6 458 |
| 1925 | 6 312 |
| 1933 | 6 077 |
| 1939 | 6 149 |
| 1946 | 7 626 |
| 1950 | 7 687 |
| 1964 | 5 974 |
| 1971 | 5 620 |

| 年   | 人口  |
| ---- | ----- |
| 1981 | 5 229 |
| 1985 | 5 155 |
| 1989 | 5 011 |
| 1990 | 4 926 |
| 1991 | 4 866 |
| 1992 | 4 823 |
| 1993 | 4 786 |
| 1994 | 4 763 |
| 1995 | 4 699 |
| 1996 | 4 766 |

| 年   | 人口  |
| ---- | ----- |
| 1997 | 4 843 |
| 1998 | 4 809 |
| 1999 | 4 727 |
| 2000 | 4 651 |
| 2001 | 4 585 |
| 2002 | 4 523 |
| 2003 | 4 515 |
| 2004 | 4 461 |
| 2005 | 4 437 |
| 2006 | 4 388 |

| 年   | 人口  |
| ---- | ----- |
| 2007 | 4 360 |
| 2008 | 4 309 |
| 2009 | 4 213 |
| 2010 | 4 174 |
| 2011 | 4 192 |
| 2012 | 4 182 |
| 2013 | 4 171 |

詳細なデータ出典は、Wikimedia Commons。

## 政治

### 市議会
バールートの市議会は全16議席から成り、配分は以下の通り。
- LOB：5議席
- LINKE：3議席
- CDU：3議席
- SPD：4議席
- 無所属：1議席
- Liste Lebenswertes Baruth：1議席

（2014年ブランデンブルク州地方選挙結果）

### 市長
2002年6月16日、LOB（Listenvereinigung Ortsteile Baruth,「バールート地区名簿連合」）所属のペーター・イルク (Peter Ilk) が決選投票で60％以上を得票し市長に選出された。2010年5月30日には、対立候補がいない選挙となり、得票率94％で再選された。任期は8年である。投票率は39.0％であった。

### 紋章
紋章は2001年12月19日に承認された。
紋章記述：銀の左斜めの桁によって緑と赤に分けられる。上部には金色の教会があり、塔が2つ、屋根は尖り、門と2つずつある窓は黒である。下部は金のガラス容器である。左桁は12の黒いモミがつく。

## 文化と名所
バールート/マルクの建築記念物とバールート/マルクの土地記念物にはブランデンブルク州記念物一覧に記載の文化記念物が掲載されている。

### バールート・ガラス工場

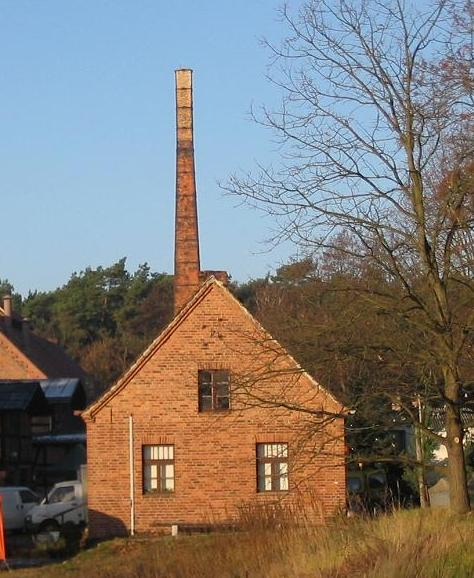
バールートのにあるガラス工場の建物

1716年、バールート原流谷にある森で覆われた砂丘、クラースドルフ、フリードリヒスホーフ、ドルンスヴァルデの間の地に、ガラス工場とガラス職人のための集落が建設された。今日ではバールートの一部となっている。ガラス工場では19世紀にはとりわけ白色のランプシェードが生産されていた。第1回パリ万国博覧会に出品され、光の拡散の均一さで注目を集めた。
ガラス製造は1980年に停止された。今日、グラースヒュッテ（ガラス工場）地区は、文化財保護のもとに置かれた集落である。30もの建物があり、実感あふれる博物館村となっている。
バー ルート・ガラス工場博物館は、産業文化とガラスの歴史に特化した博物館である。1861年に建設され、文化財として保護されている工場には、一般としては ガラスの文化史、技術史の常設展示、専門としてはバールート・ガラス工場の歴史である。ガラスを溶かす小さな坩堝で、熱いガラスの取り扱いを体験することが できる。またブルガー展では、1866年に当地に生まれた吹きガラス職人ラインホルト・ブルガーの生涯と作品が展示されている。ブルガーの発明で最も重要なものは、家庭用の魔法瓶である。1903年に内外の円筒間を真空の空洞で分離する方式で特許を申請した。外被を強固な素材とすることで、魔法瓶は一大消費財へと飛躍した。
博物館村には、様々な工芸の店や施設が軒を並べている。帽子屋、製陶工房、工場レストラン、ビオ・スイミングプールが付属する博物館宿泊施設がある。

### 建築

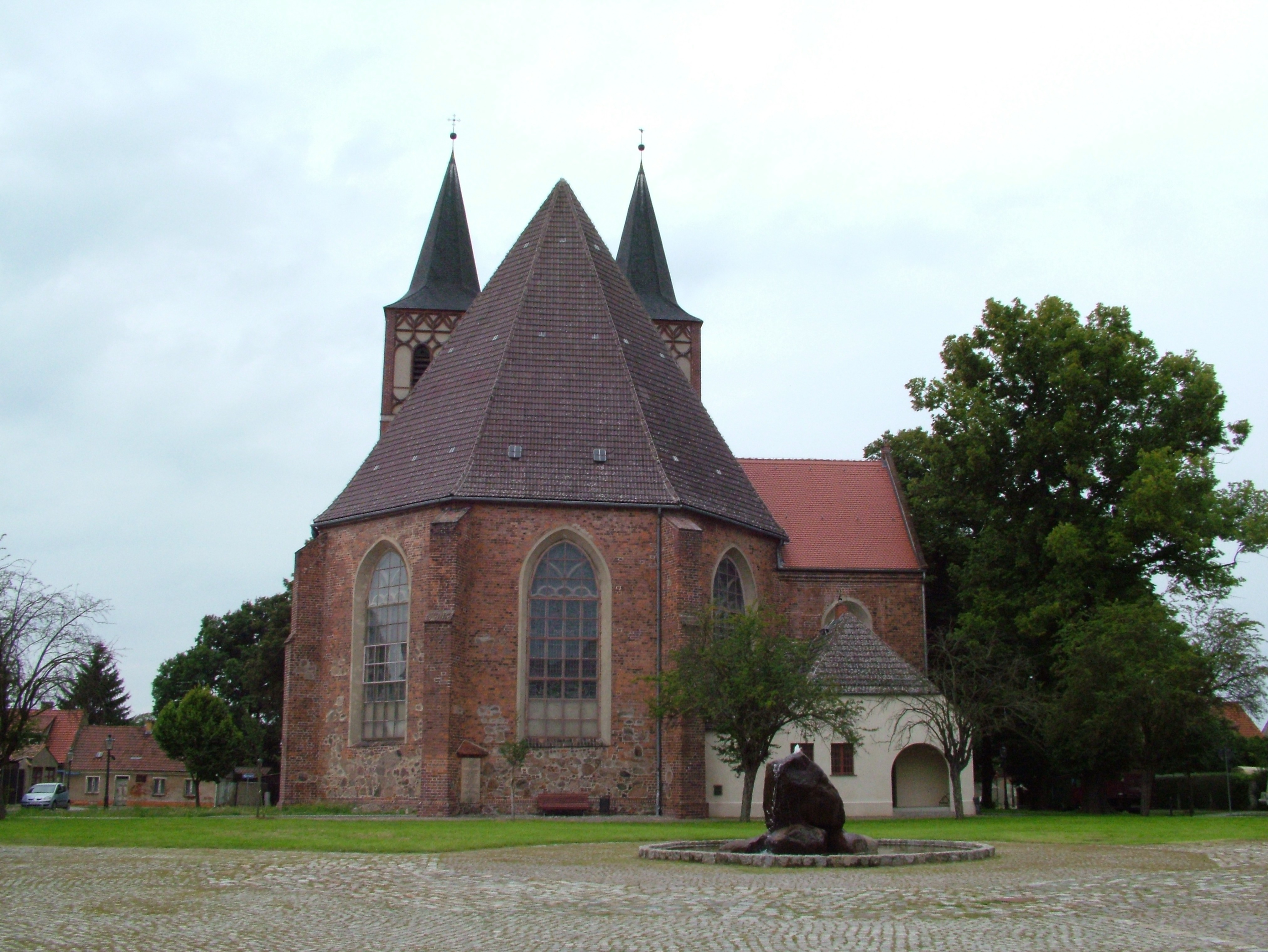

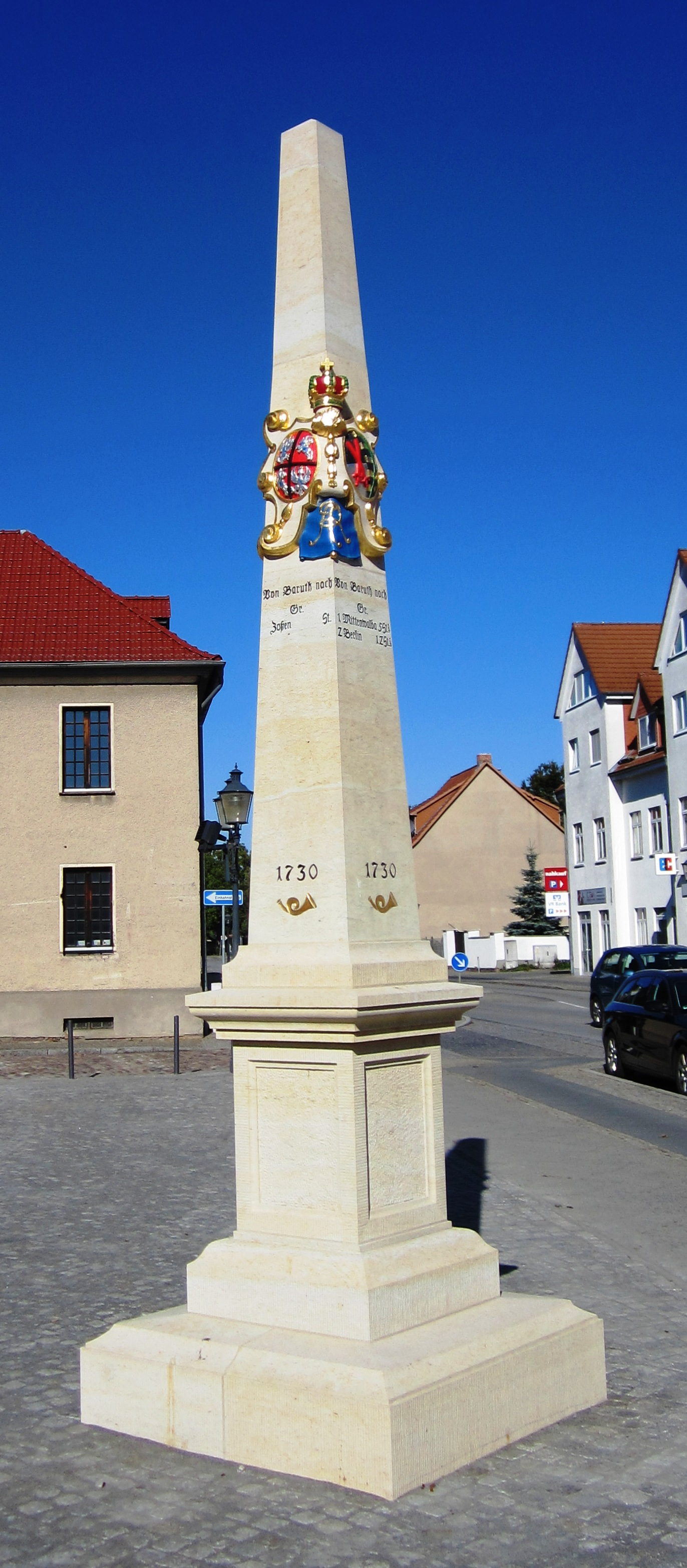
郵便里程標

- バールートで初の都市教会は聖ゼバスティアン教会（ドイツ語版）であり、1346年に完成した。今日の教会はレンガ造り、後期ゴシックのハレンキルヒェであり、これは15世紀後半、または16世紀前半に新たに建てられたものである。しかし1595年と1671年には完全に焼け落ちている。再建はバールート伯のもと開始された。教会の内部の仕上げは1909年まで続いた。ツー・ゾルムス＝バールート（ドイツ語版）伯家、また侯家は、福音派、カトリックの両方で婚姻したため、聖ゼバスティアン教会は、両派が共同して使用した。教会の窓に目をやると、赤い十字架が見える。これは志願戦場傷病者看護に係る皇帝委員 (Kaiserlicher Kommissar der Freiwilligen Krankenpflege im Felde) を務めたフリードリヒ・ツー・ゾルムス＝バールート（ドイツ語版）だけではなく、イギリス王室との関連をも意味している。フォン・ゾルムス伯家、侯家は、イギリス王室と血縁関係があったためである。
- 17世紀に建設されたバールート宮殿（ドイツ語版）
- 連邦道路96号線（ドイツ語版）沿いのソヴィエト名誉墓地（ドイツ語版）は、ソ連邦元帥イワン・コーネフの指揮の下、赤軍第1ウクライナ戦線第3及び第4戦車軍に所属し、ハルベの戦いで戦死した兵士を追憶するものである。「ブランデンブルク州で最大かつ最重要なソ連戦争墓地」の一つとされている[10]。
- マルクト（市場広場）に新たに復元されたクーアザクセン郵便里程標（ドイツ語版）、2014年8月17日に設置。
- ペトクス地区（ドイツ語版）の「平和の風車 (Friedensmühle „Petkus“)」は、1837年から1940年までボック風車（ドイツ語版）として稼働し、1950年からは建物自体が回転し、羽根がルーバーのパルトロック風車（ドイツ語版）として完全に修復され、風車が回り、粉が挽ける状態となっている。
- ペトクス地区の高さ106 mの電波塔は、1960年代に建設された。位置は北緯51°58′46″、東経 13°20′57″にある。

### 公園
ペーター・ヨーゼフ・レンネの1838年の計画に基づき、ゾルムス＝バールート侯家、伯家は、バールートに宮殿庭園公園をイギリス様式で新設した。
新宮殿の建設後、旧宮殿に複数あったオレンジ温室の建物は、公園内で新たな配置が必要となった。ほとんど同時期にゾルムス＝バールートは、領地のカーゼル騎士領に同じ様式の外観で、宮殿をもう一つ建設した。

### ヨハニスミューレ猟獣園

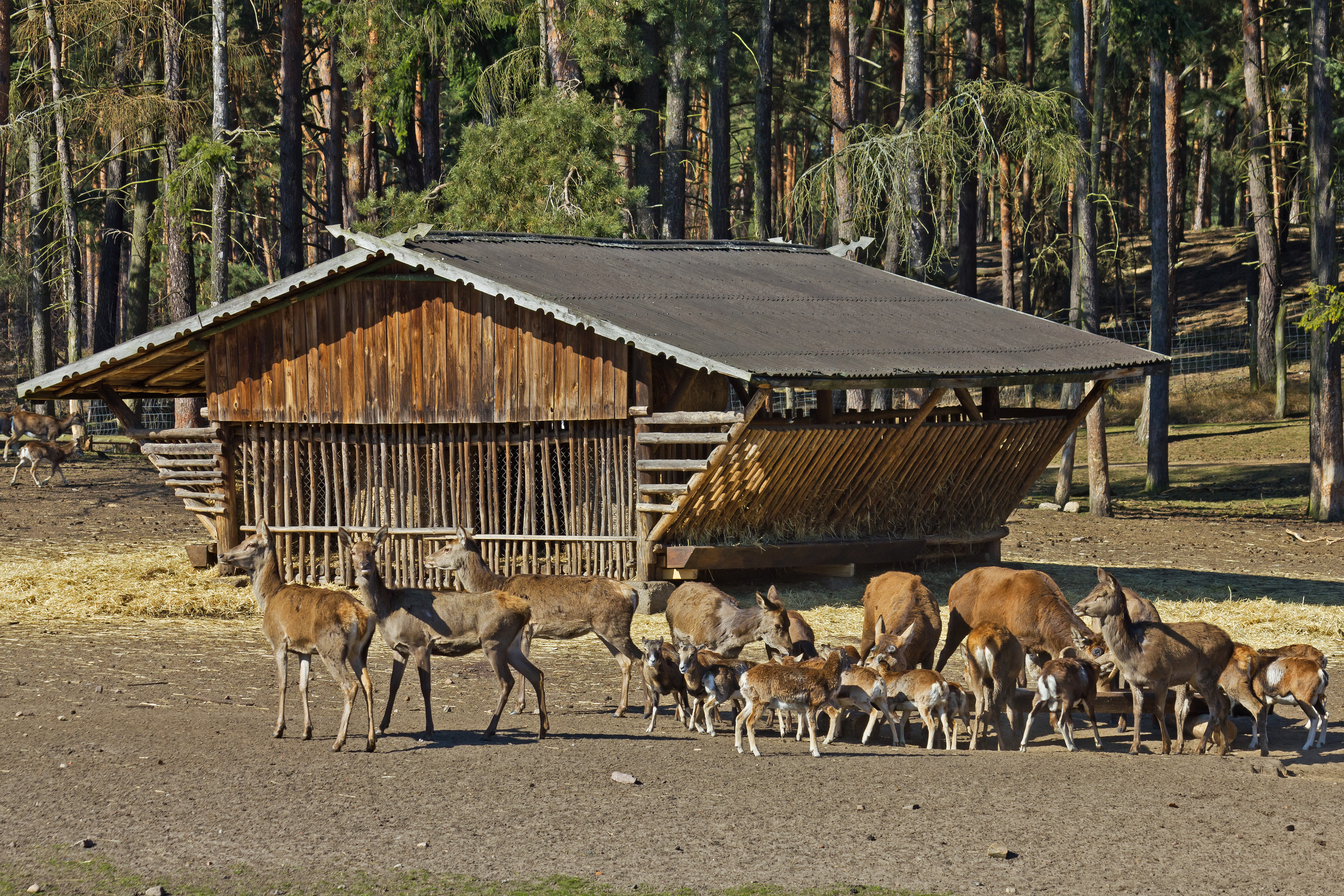
で餌付けされるノロジカ

クラースドルフ地区には1997年開設の猟獣園 (Wildpark) がある。面積は100 haを超え、主に当地に棲息する、またかつて棲息していた動物が、森林、草原、池といった多様な景観のもと暮らしている。この地は、1994年まではソ連の管理下にあり、ドイツ駐留ソ連軍最高司令官の特別狩猟地域であった。

### スポーツ
- Sportverein Fichte Baruth/Mark e. V.（サッカー、体操、ボウリング、卓球、バレーボール）
- Reit- und Fahrverein Baruth/Mark e. V.（バールート厩舎）
- Petkuser Sportverein - Petkuser SV（1924年設立。 サッカー、バレーボール、ボウリング、卓球）

## 経済と社会資本

### 交通

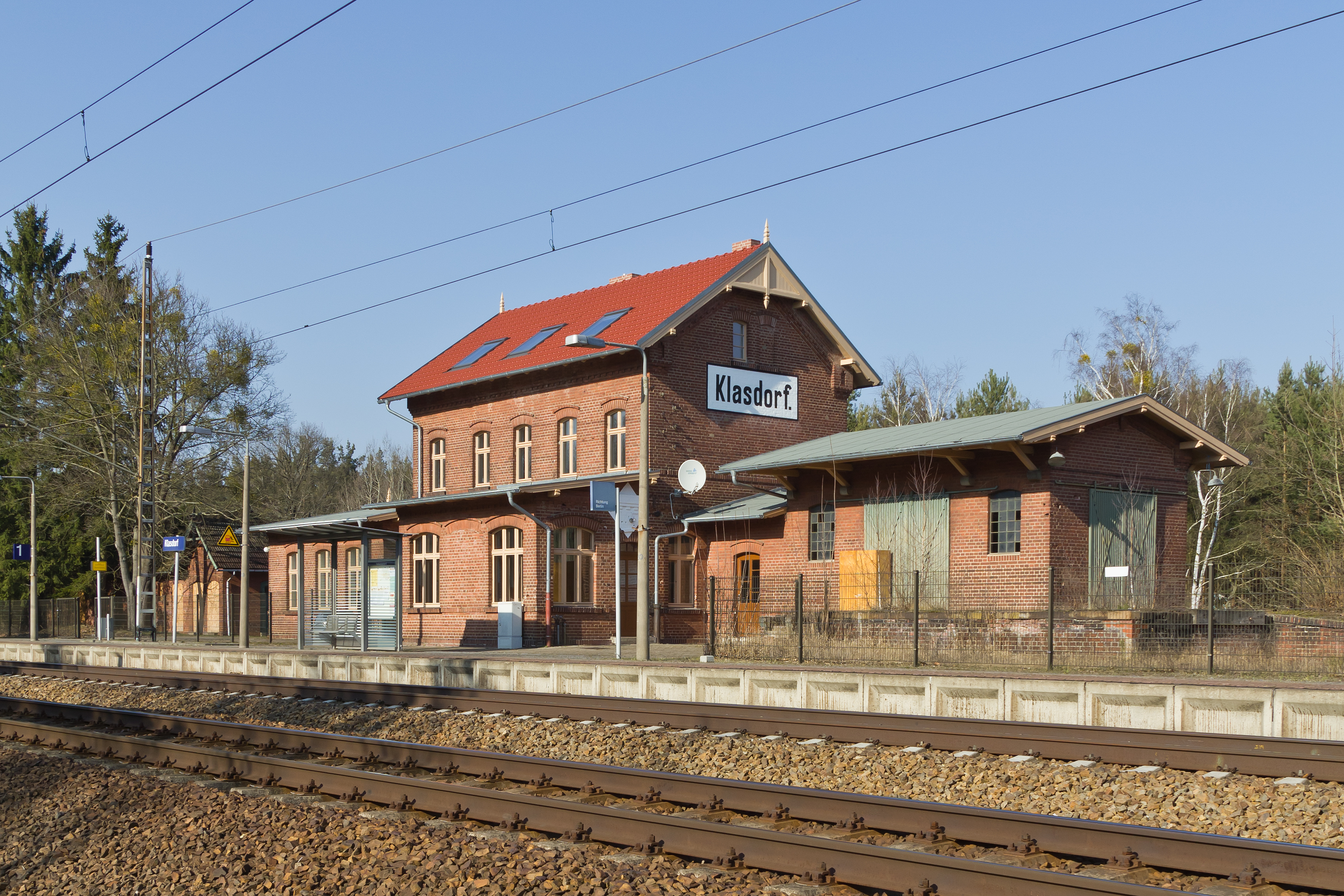
バールートのクラースドルフ駅

- 連邦自動車道路13号線沿いに位置し、バールート/マルク出口がある。
- 道路では、ベルリンからバウツェンに向かう連邦道路96号線（ドイツ語版）と、ユーターボーク（ドイツ語版）からコトブスに向かう連邦道路115号線（ドイツ語版）が通る。
- 鉄道ではベルリン-ドレスデン線が通り、 RE 3（シュヴェート/オーダー（ドイツ語版）発/シュトラールズント発ベルリン経由エルスターヴェルダ（ドイツ語版）方面）が運行され、バールート（マルク）駅[11]、クラースドルフ駅[12]（グラースヒュッテ/ヨハニスミューレ）に停車する。
- バールートから南東に約3.5海里の地点にVOR/DMEクラースドルフがある。ベルリン＝シェーネフェルト空港の南方向での発着はこの超短波全方向式無線標識によって誘導されている。
- フレーミング＝スケート（ドイツ語版）のスケート、自転車網の東端に位置する。

### 所在企業
- Klenk Holz（ドイツ語版） AG
- Pfleiderer（ドイツ語版）
- Classen GmbH
- Fiberboard GmbH
- バールート/マルクではミネラルウォーター「ブランデンブルガー・ウーアシュトロームクヴェレ（ドイツ語版）（ブランデンブルク原流泉）」がボトル詰めされている。
- Unitherm Baruth GmbH, バイオマス発電所で熱と電力を生産。
- ZHB Holzverwertung, 熱と電力を生産。
- 私企業WaBauは、2007年に汚水処理施設を建設した。

### 公的機関
- WABAU, 上下水道

### 教育
バー ルート原流谷学校センター (Schulzentrum Baruther Urstromtal) は、小学校とバールート/マルク自由上級学校 (Freie Oberschule Baruth/Mark) を一つの屋根の下に置くものである。小学校は託児所も併設する。バールート/マルク自由上級学校はASGが運営し、2006年/2007年学期に設立され、 バールート/マルクが運営する学校センターに入居したものである。

## 人物
- ゴットロープ・ヨハン・クリスティアン・クント（ドイツ語版）（1757年–1829年）政治家、教育学者、フンボルト兄弟の教育者
- ヨハン・ゲオルク・レーマン（ドイツ語版）（1765年–1811年）測地学者、地図製作者
- ヨハン・ゴットロープ・ナトゥジウス（ドイツ語版）（1760年–1835年）企業家
- フランク・ディートマール・リヒター（ドイツ語版）（* 1944年）林務官
- フェオドラ・ツー・ゾルムス（ドイツ語版）（1920年–2006年）陸上選手